# Suttavibhanga
Suttavibhanga (pāli: -vibhaṅga; pol.: „opis reguł”) – jest pierwszą księgą Vinaya Pitaka szkoły therawady. Jest komentarzem na temat reguł (pāli: Patimokkha) mnisiej społeczności (pāli: saṅgha, संघ; skr.: saṃgha, संघ). Każda zasada jest w tekście poprzedzona historią opowiadającą, w jaki sposób Budda ją ustanowił. Po opisie reguły następują są wyjaśnienia. Czasem dołączane są dalsze historie funkcjonujące jako „precedensy”.
Całość podzielona jest na dwie części, zawierające odpowiednio reguły dla mnichów i dla mniszek.
Reguły dla mnichów są sklasyfikowane następująco:
- 4 reguły, których naruszenie powoduje wydalenie ze społeczności (pāli: saṅgha, संघ; skr.: saṃgha, संघ). Tradycyjnie rozumie się to tak, że osoba, która złamała regułę, nie może już być mnichem w swoim obecnym życiu, ale w większości wypadków może zostać nowicjuszem.

1. Aktywność seksualna. Słowa wprowadzenia zawierają trochę niepowiązanego z tematem materiału. M.in. zawarta jest tu historia opowiadająca o tym, jak Śariputra spytał Buddę o to, które z nauk poprzednich Buddów przetrwały najdłużej i dlaczego. Budda odpowiedział, że nauki tych Buddów, którzy przekazywali teksty i zasady dotyczące moralnej dyscypliny. Reguła dotycząca aktywności seksualnej zawiera klauzulę, umożliwiającą mnichom opuszczenie zakonu i powrót do świeckiego życia, podczas którego odstępstwo od tej reguły nie jest jej naruszeniem. Mnich może być później wyświęcony ponownie (zwyczaj jest tu różny; w Azji Południowo-wschodniej ponowne wyświęcenie jest czymś powszechnym, ale na Sri Lance nie; mniszki nie mają możliwości opuszczenia zakonu)
2. Kradzież – taka jak jest definiowana przez autorytety. Zgodnie z Suttavibhanga, zalicza się do tego również unikanie podatków. Tekst zawiera też histonie o mnichach, którzy powodowani współczuciem, uwalniali zwierzęta z pułapek zakładanych przez myśliwych. Budda uznaje ich za niewinnych kradzieży.
3. Zabójstwo człowieka, lub zachęcanie kogoś do śmierci. Zgodnie z Suttavibhanga włącza się w to aborcję.
4. Oszukańcze twierdzenie, że posiada się duchowe osiągnięcia. Nawet jeżeli duchowe osiągnięcia są prawdziwe, to przyznawanie się do nich przed kimś, kto nie jest wyświęcony, pociąga za sobą obowiązek pokuty.

- 13 reguł, których naruszenie wymaga zebrania się społeczności (pāli: saṅgha, संघ; skr.: saṃgha, संघ). Mnich, który naruszył tę regułę musi powrócić do nowicjatu na tyle dni, ile upłynęło od dnia złamania reguły do dnia wyznania swojej winy. Później następuje pięć dni dyscypliny manatta (pokuty). Następnie mnich może być rehabilitowany, ale tylko przez kworum 20 mnichów.
- 2 reguły do rozsądzania spraw, które mogą być różnie sklasyfikowane.
- 30 reguł, których naruszenie nakłada obowiązek pokuty i konfiskatę niewłaściwie otrzymanej lub niewłaściwie utrzymywanej własności. Suttavibhanga podaje w pierwszej regule, że skonfiskowany przedmiot musi zostać zwrócony mnichowi, który ją naruszył. Tradycja przyjmuje, że to odnosi się do większości reguł. Wyjątkiem jest zasada dotycząca przyjmowania złota i srebra, które zgodnie z Suttavibhanga interpretuje się jako każdą rzecz, która w danym społeczeństwie pełni rolę pieniądza.
- 92 reguły, których naruszenie nakłada obowiązek pokuty. Warto zauważyć, że zgodnie z Suttavibhanga, w wypadku niektórych pomniejszych reguł, niewiedza nie usprawiedliwia mnicha. Na przykład w regule zabraniającej jeść po południu to, że mnich myślał, że południe jeszcze nie minęło, nie jest dla niego wytłumaczeniem. Podobnie w regule zakazującej pić alkohol, nie jest usprawiedliwieniem to, że mnich myślał, że napój był bezalkoholowy.
- 4 reguły, których naruszenie nakłada obowiązek wyznania winy.
- 75 reguł dotyczących treningu.
- 7 reguł dotyczących prowadzenia dysput.

Reguły dotyczące mniszek posiadają takie same sekcje, jak reguły dla mnichów, z pominięciem sekcji 3. Wiele z nich odnosi się również do mnichów, a te zwykle nie są powtarzane w Suttavibhanga. Powoduje to, że liczba reguł faktycznie pojawiających się w niektórych sekcjach dotyczących mniszek, jest mniejsza niż pełna ich liczba podana na początku i na końcu.
Oto klasyfikacja Suttavibhanga dotycząca reguł dla mniszek:
- 4 z 8 reguł, których naruszenie powoduje wydalenie ze społeczności (pāli: saṅgha, संघ; skr.: saṃgha, संघ)
- 10 z 17 reguł, których naruszenie wymaga zebrania się społeczności (pāli: saṅgha, संघ; skr.: saṃgha, संघ). Pokuta manatta trwa dla mniszek pół miesiąca.
- 12 z 30 reguł, których naruszenie nakłada konfiskatę
- 96 z 166 reguł, których naruszenie nakłada obowiązek pokuty
- 8 reguł, których naruszenie nakłada obowiązek wyznania winy
- te same 75 reguł dotyczących treningu, z zapisaną tylko pierwszą i ostatnią.
- te same 7 reguł dotyczących prowadzenia dysput

## Tłumaczenia anglojęzyczne
- The Book of the Discipline, tłum. I. B. Horner, tomy I-III, 1938-40, Pali Text Society, Lancaster http://www.palitext.com/